# Nawasiołki (sielsowiet Wiejna)
Nawasiołki (biał. Навасёлкі; ros. Новосёлки, pol. hist. Nowosiółki) – wieś na Białorusi, w obwodzie mohylewskim, w rejonie mohylewskim, w sielsowiecie Wiejna, w pobliżu mohylewskiej elektrociepłowni. 
Do 1917 położone były w Rosji, w guberni mohylewskiej, w powiecie mohylewskim. Następnie w granicach Związku Sowieckiego. Od 1991 w niepodległej Białorusi.